# キムチ横丁

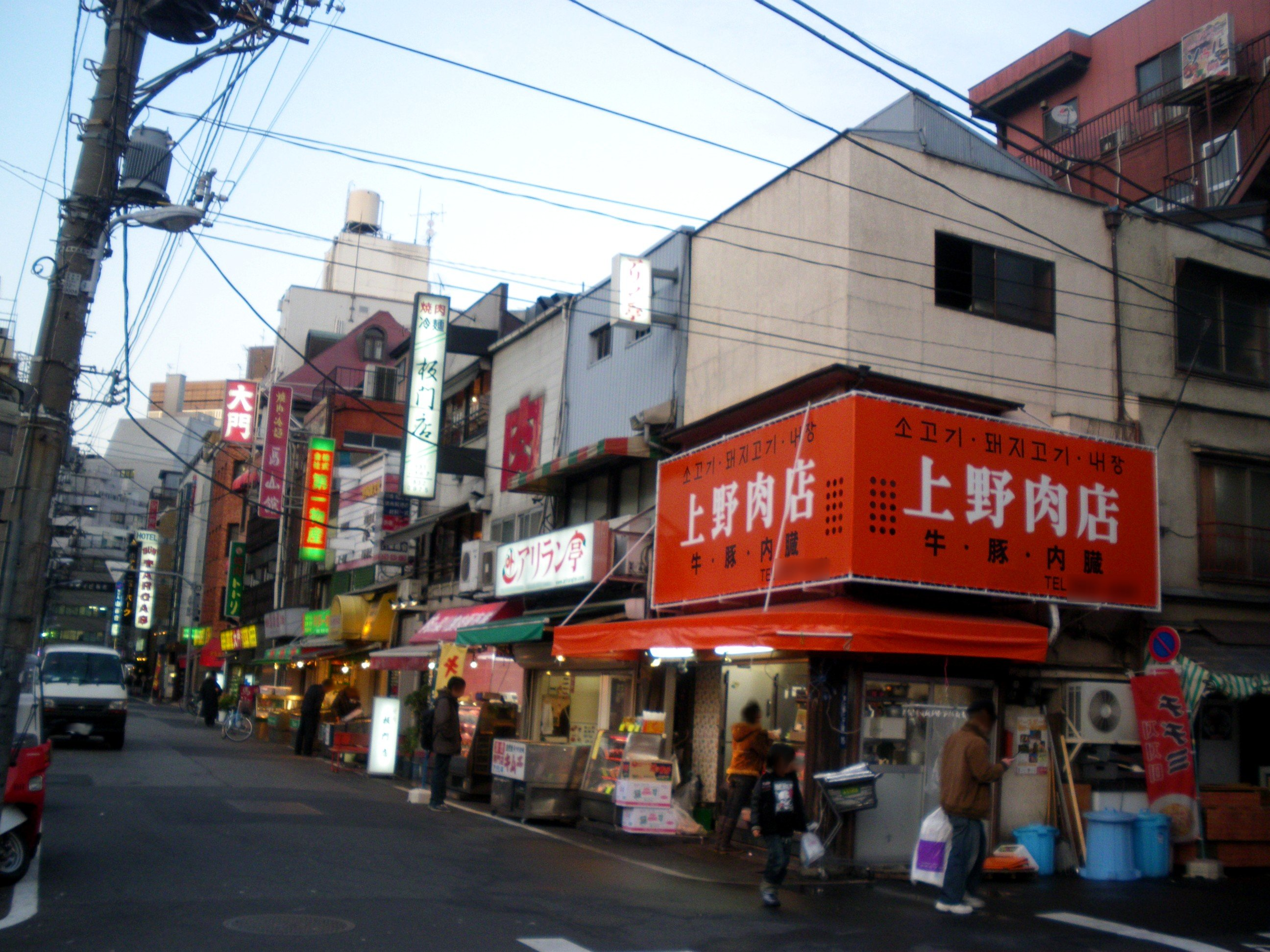
キムチ横丁

キムチ横丁（キムチよこちょう）は東京都台東区東上野の一角に所在するコリア・タウン。

## 歴史
現在の「キムチ横丁」は東京都内で最も長い歴史があるコリア・タウン。
戦後間もない混乱期である1948年（昭和23年）頃までさかのぼり、「御徒町商店街」より枝分かれをして、『国際親善マーケット』（或いは『上野親善マーケット』『親善マーケット』）として、焼肉店・キムチ店・肉店・民族衣装店等が集中して現在の位置に立ち並んだことを発祥としている。

## 主要な施設・店舗
- 第一物産
- アリラン亭
- 満奈多
- 群山商店
- まるきん

## 交通
- 東日本旅客鉄道（JR東日本）上野駅　正面出口より徒歩約6分
- 東京メトロ日比谷線・銀座線　上野駅　3番出口より徒歩約3分
- 東京メトロ日比谷線　仲御徒町駅、都営大江戸線　上野御徒町駅　3番出口より徒歩約3分